# Mathilde Hummel
Mathilde Hummel-Gutermuth (* 15. März 1863 in Moosburg an der Isar; † 17. April 1937) war eine deutsche Opernsängerin (Kontra-Alt / Mezzosopran).

## Leben
Hummel erhielt ihre Ausbildung in München 1879 an der Musikschule von Julius Hey. Nach drei Jahren Ausbildung erhielt sie den letzten Schliff von Johanna Jachmann-Wagner. Am 13. Juni 1883 wurde sie mit dem Ehrenpreis aus der Königswarterschen Stiftung für dramatischen Gesang  ausgezeichnet. Von 1882 bis 1884 wirkte sie als Blumenmädchen bei den Parsifal-Aufführungen in Bayreuth mit.
Von dort aus wurde sie 1884 ans Königliche Hoftheater Dresden engagiert. Sie galt insbesondere als Wagner-Interpretin. An der Dresdner Hofoper sang sie Rollen wie Marcellina in Die Hochzeit des Figaro, Marthe Schwerdtlein in Margarethe, die Gräfin in Der Wildschütz und die Dorothea in der Oper Der Rattenfänger von Hameln von Viktor Neßler. Sie war bis zum 31. August 1894 in Dresden engagiert und wurde mit diesem Tag pensioniert. Damit scheint sie ihre Gesangskarriere aufgegeben zu haben. Sie wurde im Familiengrab in Moosburg beigesetzt.